# Хатопанарі
Острови Хатопана́рі (яп. 鳩離島, はとぱなりじま, Хатопанарі-Дзіма, Хатобанаре) — 3 невеликі острови в острівній групі Яеяма островів Сакісіма архіпелагу Рюкю. Адміністративно належить до округу Такетомі повіту Яеяма префектури Окінава, Японія.
Незаселені острови розташовані біля північного узбережжя острова Іріомоте при вході в бухту Хінаїура.
Площа становить 0,01 км², висота 5 м.